# Muzzy Izzet
Mustafa Kemal İzzet (* 31. Oktober 1974 in Mile End, London), insbesondere in England meist kurz Muzzy Izzet genannt, ist ein ehemaliger türkisch-englischer Fußballspieler.
İzzet ist der erste türkische Fußballer und mehrfacher türkischer Rekordspieler der englischen Premier-League-Fußball-Geschichte. In seiner aktiven neunjährigen Premier-League-Spielerkarriere bestritt er insgesamt 248 Ligaspiele, erzielte dabei 34 Tore und bereitete 27 Tore vor.  Des Weiteren ist er eine wahre Leicester-City-Vereinsikone, indem İzzet unter anderem aktueller Rekordhalter ist der die meisten Spiele für Leicester City in der Premier League bestritt.

## Karriere
Verein
Nachdem Mustafa İzzet 1996 vom FC Chelsea zu Leicester City gewechselt war, wurde er aufgrund seiner spielerischen Klasse und seiner Laufstärke zu einem großen Publikumsliebling. Den Grundstein für seinen Aufstieg in die obere Etage des Profifußballs legte İzzet bei seinem ersten Einsatz für die türkische Nationalelf gegen die Schweden bei der Europameisterschaft 2000 in Belgien und den Niederlanden. İzzet gewann mit Leicester City 1997 und 2000 zweimal den englischen Ligapokal. Am Anfang der Saison 2004/05 ging der Mittelfeldspieler ablösefrei zu Birmingham City. Im Juni 2006 beendete er temporär seine Karriere, aufgrund einer Knieverletzung.
Nationalmannschaft
İzzet der Sohn eines Zyperntürken absolvierte seine Nationalmannschaftskarriere von 2000 bis 2004 und spielte neunmal für die türkische Fußballnationalmannschaft.

## Erfolge und Auszeichnungen
- Leicester City
  - Football League First Division: Playoffsieger 1995/96, Vizemeister 2002/03 (beide Erfolge führten zum Aufstieg in die Premier League)
  - Englischer Ligapokal: Sieger 1997, Finalist 1999, Sieger 2000[7]
  - Premier League – Spieler des Monats: September 1999[2]

- Türkische Nationalmannschaft
  - Viertelfinalist bei der Fußball-EM 2000 in Belgien und Niederlanden (1 Einsatz)
  - Dritter bei der Fußball-WM 2002 in Südkorea und Japan (1 Einsatz)